# Asistente de mantenimiento de carril

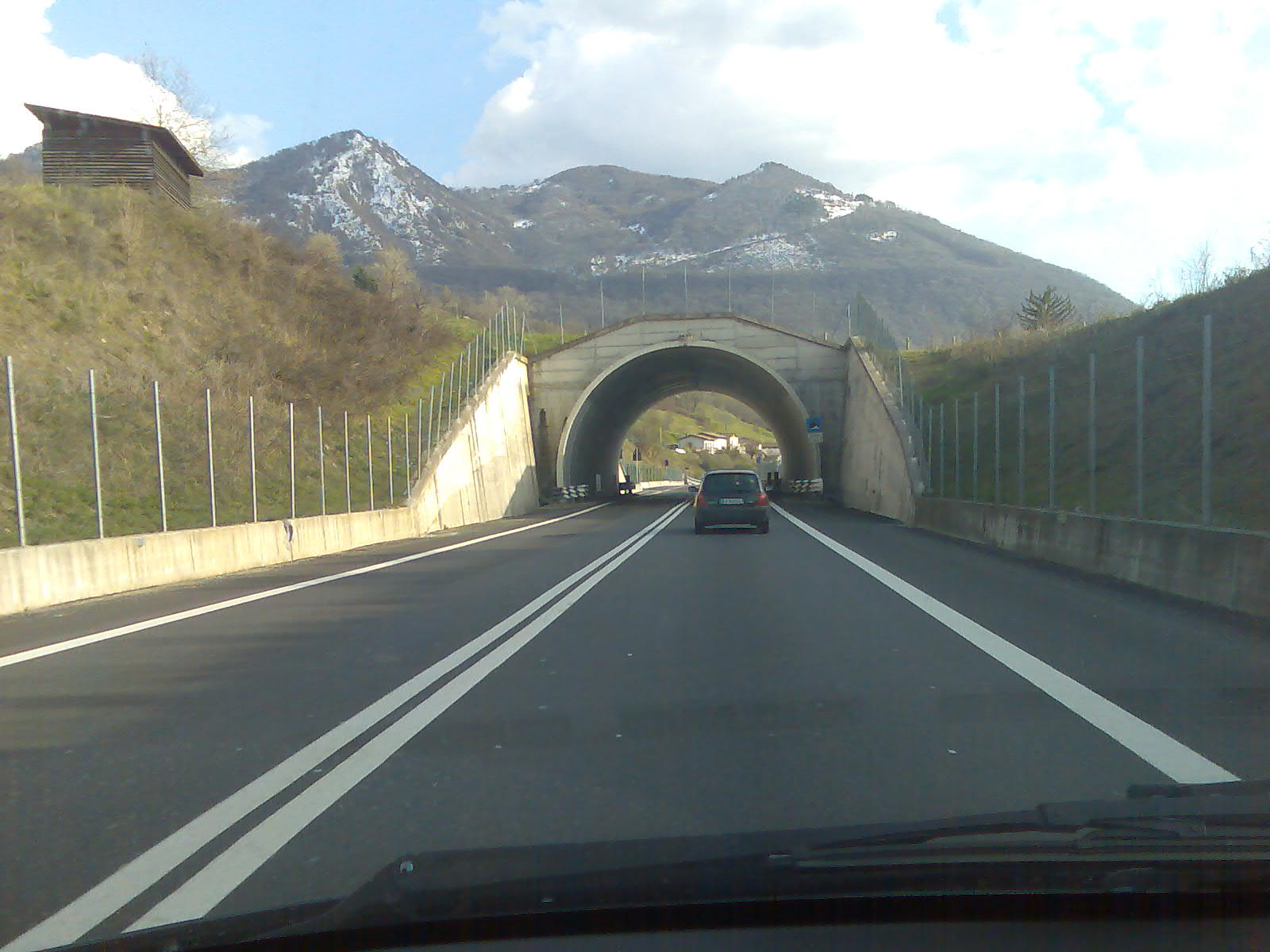
Un camino con marcas para carril

En terminología de transportes por carretera, un asistente de mantenimiento de carril es un mecanismo diseñado para advertir al conductor cuando el vehículo comienza a moverse fuera de su carril (a menos que una intermitente esté encendida hacia esa dirección) en autopistas y arterias urbanas. Estos sistemas están diseñados para minimizar accidentes al buscar solucionar las causas principales de los choques: errores de conductor, distracciones y somnolencia. En 2009 la Administración Nacional de Seguridad del Tráfico en las Carreteras (NHTSA, por sus siglas en inglés) comenzó a estudiar si exigir sistema de advertencia de abandono de carril y sistema de frenado de emergencia en los automóviles.
Hay tres tipos de sistemas:
- Sistemas que le advierten al conductor si el vehículo está abandonando su carril con advertencias visuales, audibles y de vibraciones (advertencia de abandono de carril, en inglés: lane departure warning, LDW)
- Sistemas que le advierten al conductor y, si no hay respuesta, automáticamente toman medidas para asegurarse que el vehículo permanezca en su carril (asistente de mantenimiento de carril, en inglés: lane keeping assist, LKA)
- Sistemas que asisten en el sobreviraje, manteniendo el carro centrado en el carril, y pidiéndole al conductor que tome el control en situaciones desafiantes (asistente de centrado de carril, en inglés: lane centering assist, LCA)

## Tipos de sensores

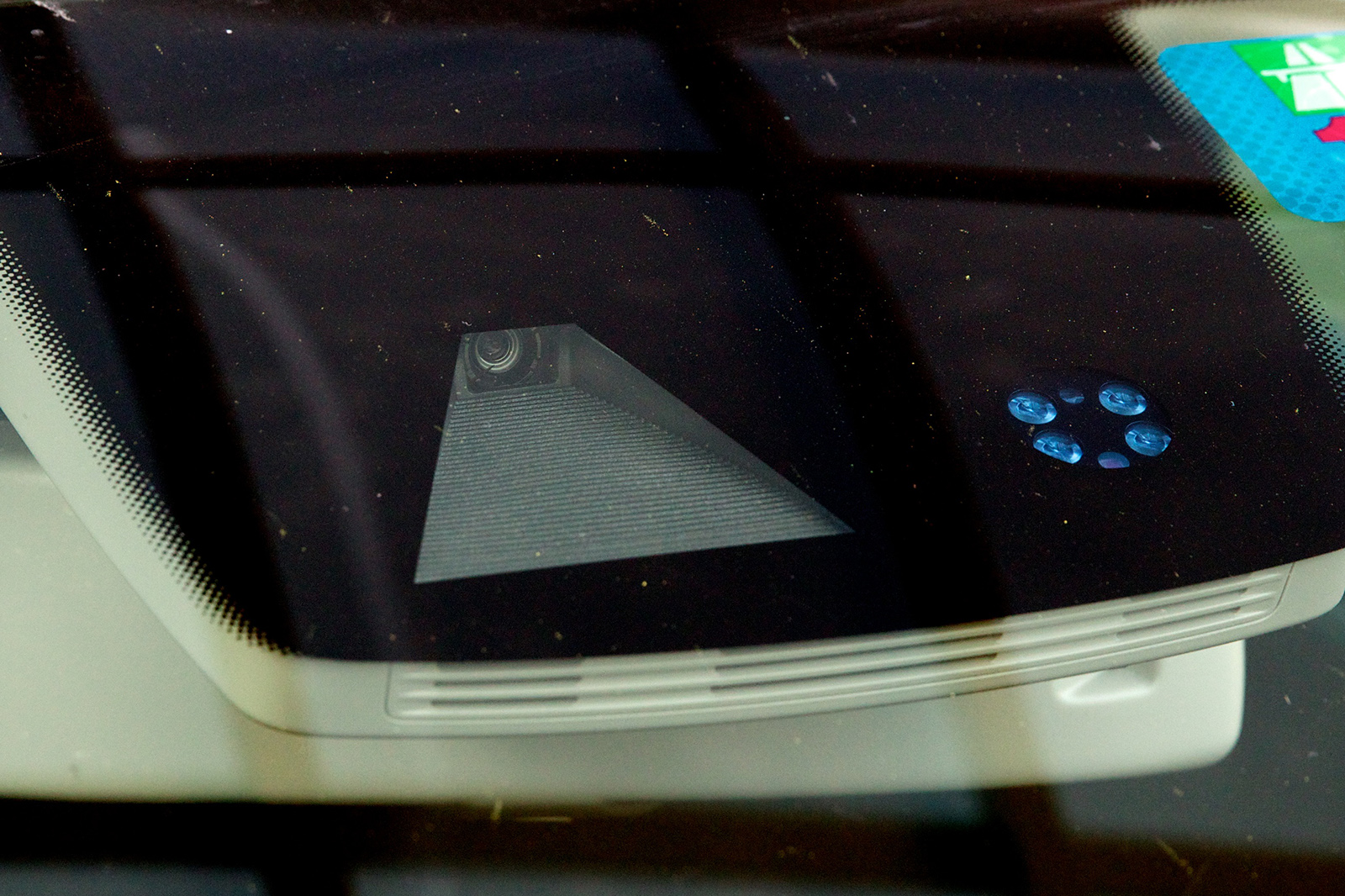
Cámara de asistencia de carril en un Volkswagen Golf VII.

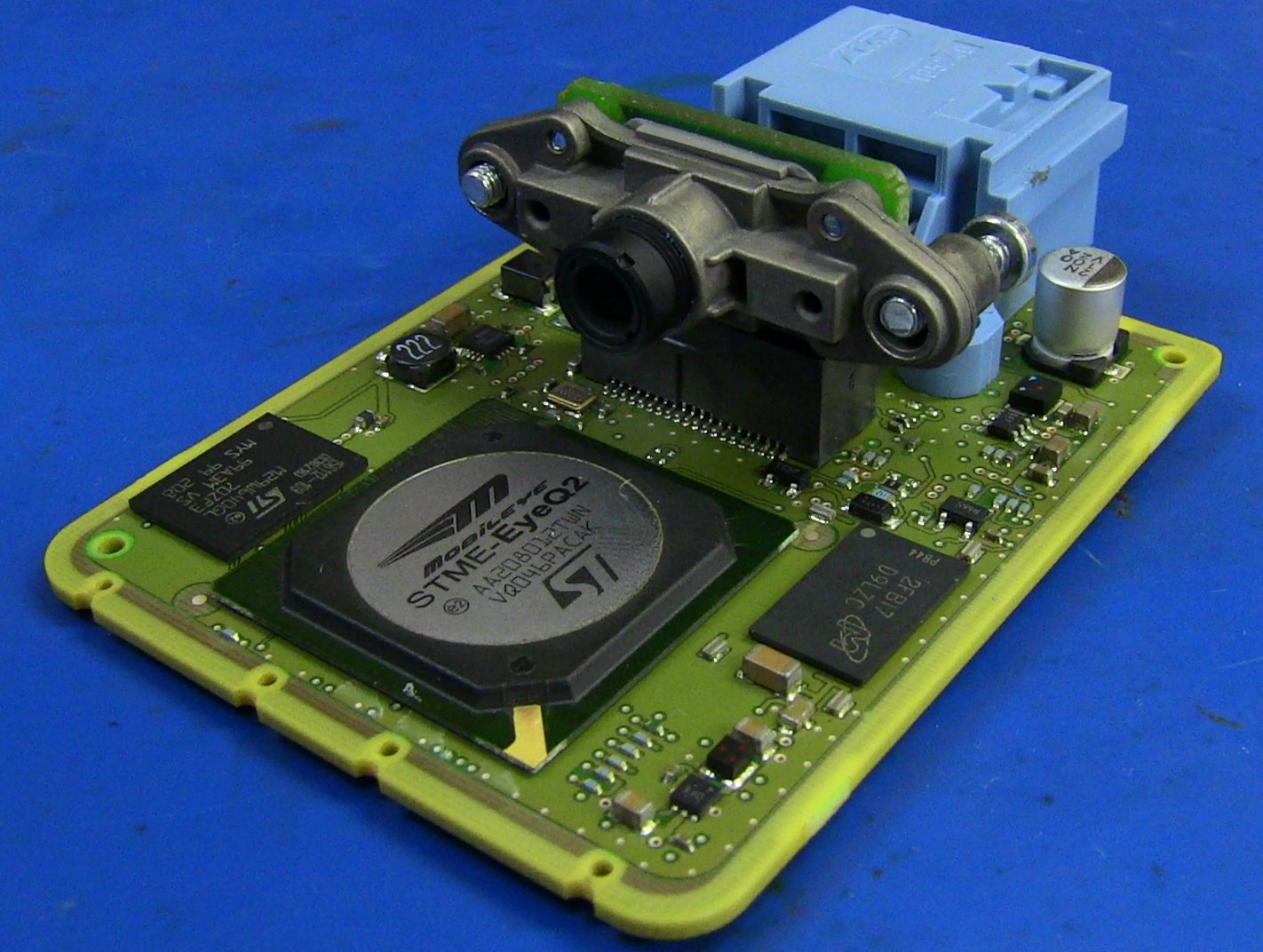
El PCB y sensor de cámara de un módulo de cámara Hyundai Lane Guidance.

Los sistemas de advertencia/mantenimiento trabajan con:
- Sensores de video en el campo visual (montados detrás del parabrisas, normalmente integrados al lado del espejo lateral)
- Sensores láser (montados en el frente del vehículo)
- Sensores infrarrojos (montados atrás del parabrisas o debajo del vehículo)[3]

## Principio de funcionamiento
Un sistema de detección de carril usado en conjunto con un sistema de advertencia de abandono de carril usa el principio de la transformada de Hough y un detector de borde de Canny para detectar líneas de carril alimentadas con imágenes de cámaras en tiempo real de la cámara frontal del automóvil.

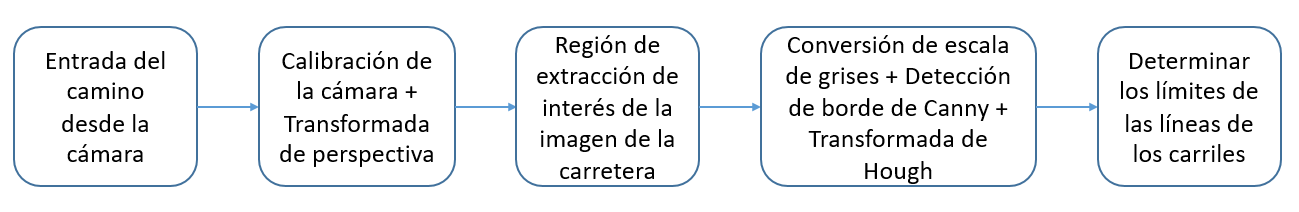
Algoritmo de detección de carriles.

## Historia
El primer sistema de advertencia de abandono de carril en Europa fue desarrollado por la compañía estadounidense Iteris para los transportes comerciales Actros de Mercedes-Benz. El sistema debutó en el año 2000, y ahora está disponible en muchos autos nuevos, SUVs y camionetas.
En el año 2002, el sistema Iteris estuvo disponible para los vehículos norteamericanos de Freightliner. En ambos sistemas el conductor es avisado de salidas no intencionales de carril por un sonido de banda sonora audible generado al lado del vehículo que se sale del carril. No se genera advertencia si, antes de cruzar el carril, se activa una señal direccional por parte del conductor.

## Mantenimiento de carril
La asistencia de mantenimiento de carril es una función que sumada al sistema de advertencia de abandono de carril, toma de manera automática los pasos para asegurarse de que el vehículo se mantenga en su carril. Algunos vehículos combinan el control de crucero adaptativo con los sistemas de mantenimiento de carril para proveer seguridad adicional.
Mientras que una combinación de estas funciones ayuda en la creación de un vehículo semiautónomo, la mayoría requiere que el conductor permanezca en control del vehículo mientras se usa. Esto es por las limitaciones asociadas con la función de mantenimiento de carril.
El sistema de asistencia de mantenimiento de carril se está logrando en sistemas modernos de vehículos sin conductor utilizando técnicas de procesamiento de imagen llamadas técnicas de la transformada de Hough y de detección de borde de Canny. Estas técnicas de procesamiento de imagen avanzadas procesan datos de los carriles delanteros con cámaras enfocadas hacia enfrente en la parte frontal del vehículo. El procesamiento de imagen en tiempo real utilizando poderosas computadoras como el Drive PX1 de Nvidia eso usado por muchos fabricantes automotrices para alcanzar vehículos completamente autónomos en los que el algoritmo de detección de carriles forma parte clave. Los algoritmos de detección de carriles avanzados también están siendo desarrollados utilizando técnicas de aprendizaje profundo y de redes neuronales. Nvidia ha alcanzado una gran precisión para desarrollar funciones de conducción autónoma incluido mantenimiento de carril utilizando la red neural basándose en un mecanismo de entrenamiento en el cual utilizan una cámara frontal en un carro y lo hacen pasar por una ruta para después usar lo que recibe la dirección y las imágenes de las cámaras de la alimentación del camino en una red neural para hacerle "aprender". La red neural después será capaz de cambiar el ángulo de la dirección basado en el cambio de carril en un camino y mantener el carro en el carril de en medio.
Tesla usa el sistema de asistencia de carril más avanzado combinado con su sistema de control de crucero adaptativo y comercializados juntos como Autopilot. Incluye funciones como asistencia de mantenimiento de carril y además cambio automático de carril sin la necesidad de retroalimentación del conductor. Una tecnología similar a la asistencia de carril se utiliza con la función Autopark también.
Un mecanismo de asistencia de mantenimiento de carril puede devolver un vehículo al carril reactivamente si comienza a abandonar o proactivamente mantener el vehículo en el centro del carril. Las compañías de automóviles usualmente usan respectivamente los términos Lane Keeping Assist (LKA) para referirse al mecanismo reactivo y Lane Centering Assist (LCA) para el proactivo.

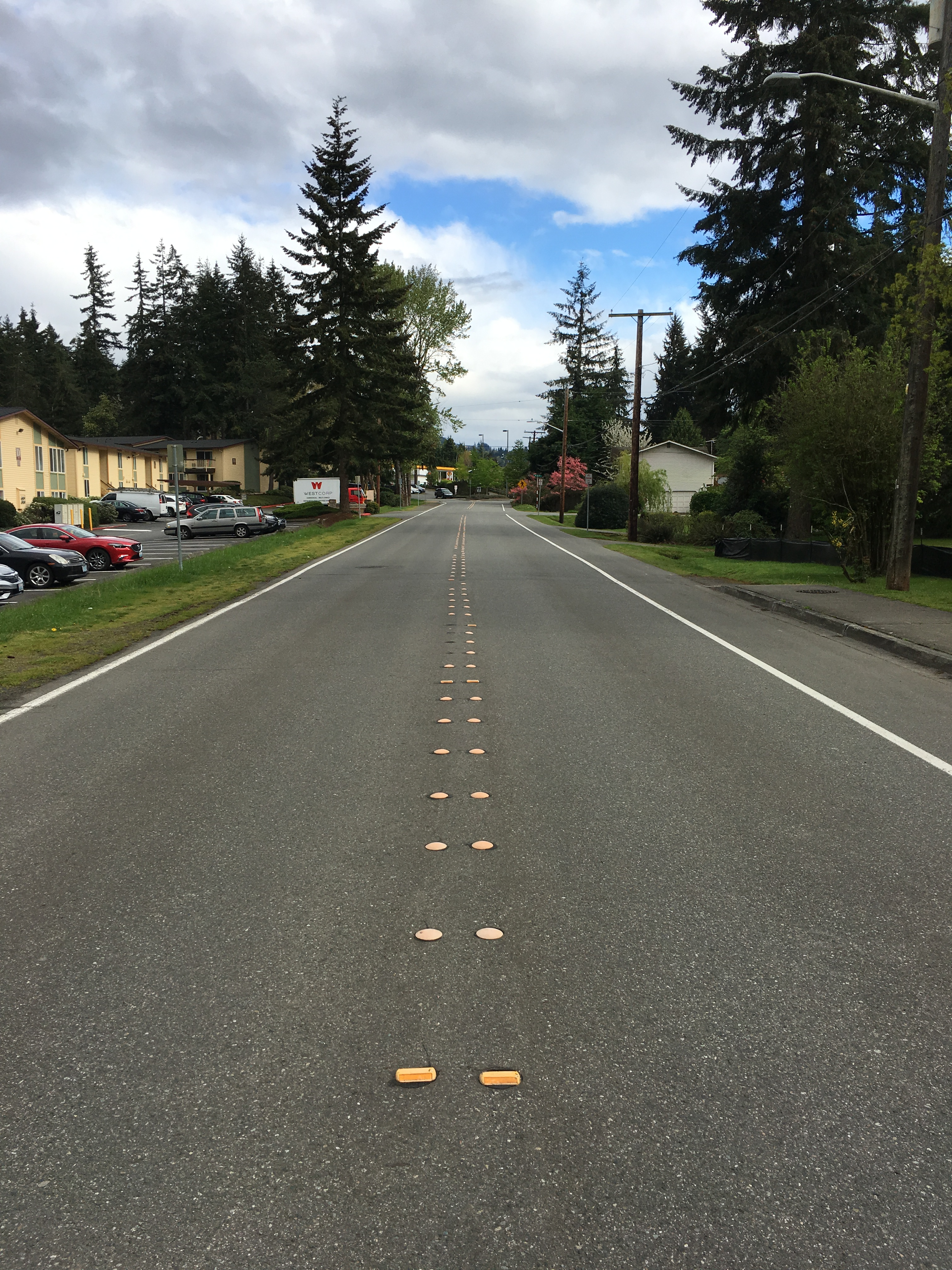
Un camino de doble sentido marcado con puntos amarillos en los Estados Unidos

## Limitaciones
Los sistemas de advertencia de abandono de carril y de mantenimiento de carril dependen de marcas de carril visibles. Típicamente no pueden descifrar marcas de carril desvanecidas, desaparecidas o incorrectas. Las marcas cubiertas por la nieve o viejas marcas de carril aún visibles pueden comprometer la habilidad del sistema.
Los sistemas de advertencia de abandono de carril también pueden enfrentarse a limitaciones legales relacionadas con la conducción autónoma. Como se mencionó anteriormente, el sistema requiere retroalimentación constante de parte del conductor. Los vehículos con esta tecnología se limitan a asistir al conductor y no a conducir el vehículo.
Su limitación más importante es que no está en completo control del vehículo. El sistema no toma en cuenta otros vehículos en el camino y no puede "reemplazar buenos hábitos de manejo".